# Сибирский, Иван Андреевич
 Ива́н Андре́евич Сиби́рский  (1745—1783) — русский врач, профессор Московского университета.

## Биография
Поступил своекоштным учеником в разночинское отделение университетской гимназии (1763). Произведён в студенты Московского университета (1764). Учился на медицинском факультете Московского университета. Получил серебряную медаль по физике (1767), был переведён на казённый кошт и в связи с массовым изъятием студентов университета для работы при Комиссии по подготовке Уложения остался единственным студентом медицинского факультета, где индивидуально занимался под руководством профессора И. Х. Керштенса.
За «похвальные успехи» в 1769 году был представлен директором университета М. М. Херсаковым к производству в доктора медицины; 24 сентября 1770 года он «подвергся в Конференции строгому экзамену, который по мысли куратора В. Е. Адодоурова, открывал Сибирскому путь к получению степени доктора медицины (для чего требовалось также защитить диссертацию)», но из-за отсутствия тогда у университета привилегии возведения в учёную степень, получил отказ и именовался в университете кандидатом медицины. Читал лекции по физиологии, семиотике и диететике, приняв курс от профессора П. Д. Вениаминова. Позже, наряду с указанными предметами, преподавал также патологию и терапию.
Был командирован за границу и получил там степень доктора медицины. Вернувшись в Россию, был определён 23 января 1773 года экстраординарным профессором Московского университета.
По Чистовичу и Рихтеру, Сибирский тогда же занял кафедру химии. По Змееву, он читал сперва патологию и терапию, с 1777 года — физиологию, а в 1788 году перешел на кафедру натуральной истории, освободившуюся после смерти М. И. Афонина. При вступлении на кафедру в июле 1778 года защитил диссертацию «Химическое рассуждение о сгораемых телах» (о способе получения и составе горючих веществ).
Сибирский читал патологию и терапию попеременно с физиологией и диететикой, следуя руководству Людвига. Он был болезненным человеком и умер от хронической болезни в 1783 году в Москве.